# Norton-tétel
Norton-tétel szerint bármely, generátorokból és ellenállásokból álló kétpólus helyettesíthető egy áramgenerátorral, és a vele párhuzamosan kapcsolt belső ellenállással. A tétel nemcsak ellenállásokra, hanem egyetlen frekvenciát tartalmazó váltakozó áramú rendszerek esetén impedanciákra is alkalmazható. A Norton helyettesítő áramkör bármely, lineáris forrásokból és impedanciákból álló hálózatot leír, valamely adott frekvencián. Az áramkör egy ideális áramgenerátorból és a vele párhuzamosan kapcsolt ideális impedanciából (vagy nem reaktív áramkörök esetén ellenállásból) áll.
Norton tétele a Thévenin-tétel kiegészítése, melyet 1926-ban egymástól függetlenül ketten is leírtak, a Hause-Siemens kutatója, Hans Ferdinand Mayer és a Bell Laboratories mérnöke, Edward Lawry Norton. Valójában Mayer volt az, aki kettőjük közül a tételt publikálta, de Norton a Bell Laboratories belső műszaki értesítőjén keresztül ismertette a tételt.

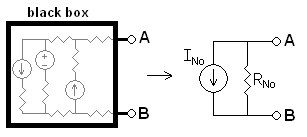
Bármely, csak feszültséggenerátorokat, áramgenerátorokat és ellenállásokat tartalmazó villamos hálózat helyettesíthető Norton helyettesítő kapcsolással

## A Norton helyettesítő kapcsolás számítása
A Norton helyettesítő áramkör egy INo áramgenerátorból és a vele párhuzamosan kapcsolt RNo ellenállásból áll. A helyettesítő kapcsolás kiszámításához
1. Határozzuk meg az INo Norton-áramot. Számítsuk ki az IAB kimeneti áramot abban az esetben, ha a terhelést rövidzárral helyettesítjük (vagyis A és B közötti ellenállás 0). Ez az áram: INo.
2. Határozzuk meg az RNo Norton-ellenállást. Abban az esetben, ha nincsenek egymástól függő források (vagyis az összes feszültséggenerátor és áramgenerátor független), az RNo Norton-impedancia a következőképpen határozható meg:

- Számítsuk ki a VAB kimeneti feszültséget nyitott áramkör esetében (vagyis mikor az áramkör terhelő ellenállása végtelen). Ekkor RNo megegyezik VAB és INo hányadosával.

vagy
- Helyettesítsük a független feszültséggenerátorokat rövidzárakkal és a független áramgenerátorokat szakadással. A kimeneti kapcsokon mérhető teljes ellenállás az RNo Norton-impedancia.

Ha azonban az áramkörben nemcsak független források vannak, akkor az általánosabb módszert kell alkalmazni.
- Kapcsoljunk egy 1 A-es állandó áramot adó áramgenerátort az áramkör kimeneti kapcsaira, és számítsuk ki a kapcsain létrejövő feszültséget. Ennek a feszültségnek és az 1 A-es áramnak a hányadosa lesz az RNo Norton-impedancia. Ezt a módszert kell alkalmazni, ha az áramkör nem független forrásokat is tartalmaz, de akkor is használható a módszer, ha az áramkörben csak független források vannak.

## Példa a Norton helyettesítő áramkörre
|  |  |  |

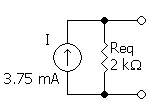
4. lépés: A helyettesítő áramkör

A példában az Iteljes teljes áramot a következő képlet adja meg:
{\displaystyle I_{\mathrm {teljes} }={15\mathrm {V}  \over 2\,\mathrm {k} \Omega +1\,\mathrm {k} \Omega \|(1\,\mathrm {k} \Omega +1\,\mathrm {k} \Omega )}=5,625\mathrm {mA} }
A terhelésen átfolyó áram, az áramosztás szabálya szerint:
{\displaystyle I={1\,\mathrm {k} \Omega +1\,\mathrm {k} \Omega  \over (1\,\mathrm {k} \Omega +1\,\mathrm {k} \Omega +1\,\mathrm {k} \Omega )}\cdot I_{\mathrm {teljes} }}
{\displaystyle =2/3\cdot 5,625\mathrm {mA} =3,75\mathrm {mA} }
A kívülről látható helyettesítő ellenállás:
{\displaystyle R=1\,\mathrm {k} \Omega +2\,\mathrm {k} \Omega \|(1\,\mathrm {k} \Omega +1\,\mathrm {k} \Omega )=2\,\mathrm {k} \Omega }
Így a helyettesítő áramkör egy 3,75 mA-es áramgenerátor egy 2 kΩ-os ellenállással párhuzamosan kötve.

## Átalakítás Thévenin-féle helyettesítő áramkörré
A Norton helyettesítő áramkörnek a Thévenin helyettesítő áramkörrel való kapcsolatát a következő egyenletek írják le:
{\displaystyle R_{Th}=R_{No}\!}
{\displaystyle V_{Th}=I_{No}R_{No}\!}
{\displaystyle V_{Th}/R_{Th}=I_{No}\!}

## Lásd még
- Thévenin-tétel